# بار تپه
بار تپه مربوط به سده‌های اولیه اسلامی است و در شهرستان قوچان واقع شده و این اثر در تاریخ ۹ آذر ۱۳۸۹ با شمارهٔ ثبت ۲۹۵۲۹ به‌عنوان یکی از آثار ملی ایران به ثبت رسیده است.